# Nanda Collection
Nanda Collection è il secondo album della cantante giapponese Kyary Pamyu Pamyu. Pubblicato il 26 giugno 2013 dalla Warner Music Japan, è stato preceduto dalla pubblicazione dei singoli Fashion Monster, Kimi Ni 100 Percent/Furisodeshon, Ninjya Re Bang Bang e Invader Invader.

## Tracce
Tutte le tracce sono state scritte e prodotte da Yasutaka Nakata.
- "Nanda Collection" (なんだこれくしょん)
- "Ninjya Re Bang Bang" (にんじゃりばんばん)
- "Kimi Ni 100 Percent" (キミに100パーセント)
- "Super Scooter Happy" (Capsule cover)
- "Invader Invader" (インベーダーインベーダー)
- "Mi" (み)
- "Fashion Monster" (ファッションモンスター)
- "Saigo no Ice Cream" (さいごのアイスクリーム)
- "Noriko to Norio" (のりことのりお)
- "Furisodeshon" (ふりそでーしょん)
- "Kura Kura" (くらくら)
- "Otona na Kodomo" (おとななこども)